# Kanton Mocha
Der Kanton Mocha befindet sich in der Provinz Tungurahua zentral in Ecuador. Er besitzt eine Fläche von 86 km². Im Jahr 2022 lag die Einwohnerzahl bei rund 7300. Verwaltungssitz des Kantons ist die Ortschaft Mocha mit 1200 Einwohnern (Stand 2010).

## Lage
Der Kanton Mocha liegt im Südwesten der Provinz Tungurahua. Das Gebiet liegt im Hochtal der Anden südlich der Provinzhauptstadt Ambato. Im Westen des Kantons erhebt sich der 5018 m hohe Vulkan Carihuairazo.
Der Kanton Mocha grenzt im Osten an den Kanton Quero, im Süden an den Kanton Guano der Provinz Chimborazo, im Nordwesten an den Kanton Ambato sowie im Norden an die Kantone Tisaleo und Cevallos.

## Verwaltungsgliederung
Der Kanton Mocha ist in die Parroquia urbana („städtisches Kirchspiel“)
- Mocha

und in die Parroquia rural („ländliches Kirchspiel“)
- Pinguili

gegliedert.

## Geschichte
Der Kanton Mocha wurde am 13. Mai 1986 gegründet.
Entwicklung der Einwohnerzahl im Kanton Mocha bei landesweiten Volkszählungen zum jeweiligen Gebietsstand:
| Jahr                    | Einwohner | +/-   |
| ----------------------- | --------- | ----- |
| 1990                    | 6.368     | –     |
| 2001                    | 6.371     | 0 %   |
| 2010                    | 6.777     | 6,4 % |
| 2022                    | 7.260     | 7,1 % |
| Datenherkunft: Wikidata |           |       |